# Blatina kod Blata
Das FFH-Gebiet Blatina kod Blata (deustch: Blatina bei Blato) liegt auf der Insel Mljet in der Gespanschaft Dubrovnik-Neretva im Süden Kroatiens. Das etwa 62 ha große Schutzgebiet umfasst einen Brackwassersee in einer Karstsenke, der im Sommer eine etwa 0,8 km² große und im Winter eine etwa 2 km² große Wasseroberfläche hat. Der See ist somit der größte seiner Art auf der Insel Mljet. Der See ist von einem Röhricht aus Schilf und Schneidried umgeben. Im See besteht eine isolierte Reliktpopulation der Europäischen Sumpfschildkröte.
Das Wasser im See ist brackig, da eine unterirdische  Verbindung zum Meer besteht. Aus dem See wird mit einer Entsalzungsanlage Trinkwasser für die Insel Mljet gewonnen.

## Schutzzweck

### Lebensraumtypen
Folgende Lebensraumtypen nach Anhang I der FFH-Richtlinie sind für das Gebiet gemeldet:
| EU Code | * | Lebensraumtyp (offizielle Bezeichnung)                                                     | Fläche [ha] |
| ------- | - | ------------------------------------------------------------------------------------------ | ----------- |
| 3140    |   | Oligo- bis mesotrophe kalkhaltige Gewässer mit benthischer Vegetation aus Armleuchteralgen |             |

### Arteninventar
Folgende Arten von gemeinschaftlichem Interesse sind für das Gebiet gemeldet:
| Bild                         | EU Code | * | Art                          | wissenschaftlicher Name | Artengruppe |
| ---------------------------- | ------- | - | ---------------------------- | ----------------------- | ----------- |
| Europäische Sumpfschildkröte | 1220    |   | Europäische Sumpfschildkröte | Emys orbicularis        | Reptilien   |
| Seedrache                    | 1043    |   | Seedrache                    | Lindenia tetraphylla    | Insekten    |